# Oficina de Normalización Previsional
La Oficina de Normalización Previsional (ONP) es un organismo público de seguridad previsional estatal del Perú.
Tiene la función de administrar el Sistema Nacional de Pensiones, al que se refiere el Decreto Ley n.º 19990 y depende del sector  Economía y Finanzas.

## Historia
En 1973 se creó el Sistema Nacional de Pensiones, que era el único sistema de pensiones del país. Este sistema reemplazó a las Cajas de Seguro Social y las instituciones del sector público bajo los regímenes del Decreto Ley 19990 y del Decreto Ley 20530 del Gobierno Revolucionario de la Fuerza Armada. En 1980, estaba administrado por el Instituto Peruano de Seguridad Social (IPSS), ente autónomo.
La Oficina de Normalización Previsional se creó mediante el Decreto Ley n.º 25967 del 7 de diciembre de 1992, durante el Gobierno de Alberto Fujimori. El 1 de junio de 1994, la ONP asumió la administración del Sistema Nacional de Pensiones.
El aporte al Sistema Nacional de Pensiones es el 13%. Para recibir una pensión, se tiene que aportar obligatoriamente por 20 años. La pensión se recibirá hasta el fallecimiento. La mínima es de S/. 415 y la máxima pensión fijada es de S/. 857.36. En el año 2000 su rentabilidad fue de un 8 %, mayor al promedio de 6 % entre 1996 y 1999.
La ONP fue la primera entidad en incorporar personal bajo el régimen de la Ley n.º 30057, la Ley del Servicio Civil, marcando un hito para esta reforma, cuyo objetivo es modernizar de manera integral la administración pública en Perú.En 2008, sus consultas se realizan desde su página web.
En 2021, se anunció el cambio de logo para adaptarlo a los tiempos digitales, al mismo tiempo que contrató a decenas de proveedores para adaptar los contenidos de las plataformas web, así como el diseño gráfico y digital de sus redes sociales.

## Funciones
- Reconocer, declarar, calificar, verificar, otorgar, liquidar y pagar derechos pensionarios con arreglo a ley, del Sistema Nacional de Pensiones al que se refiere el Decreto Ley N° 19990.
- Mantener informados y orientar a los asegurados obligatorios y facultativos, sobre los derechos y requisitos para acceder a una pensión y otros beneficios pensionarios de su competencia.
- Mantener los registros contables y elaborar los estados financieros correspondientes a los sistemas previsionales a su cargo y de los fondos pensionarios que administre
- Administrar el Sistema Nacional de Pensiones, al que se refiere el Decreto Ley N.º 19990
- Cálculo, emisión, verificación y entrega de Bonos de Reconocimiento Decreto Ley N.º 25897
- Pago de pensiones de otros regímenes, por encargo legal expreso
- Seguro de Accidentes de Trabajo y Enfermedades Profesionales Decreto Ley N.º 18846
- Seguro Complementario de Trabajo de Riesgo, Ley N.º 26790

## Estructura
- Jefatura
- Gerencia General
  - Oficina de Relaciones Institucionales
  - Oficina de Gestión de Riesgos
  - Oficina de Recursos Humanos
  - Oficina de Administración
  - Oficina de Tecnologías de la Información
  - Oficina de Asesoría Jurídica
  - Oficina de Planeamiento, Presupuesto y Evaluación de la Gestión
  - Oficina de Ingeniería y Procesos

## Jefes
- Victorhugo Montoya Chávez (marzo 2023 - actualidad)
- Luis Guillermo Grimaldo Parra Casas (2022)
- Walter Efraín Borja Rojas (2021-2022)
- Victorhugo Montoya Chávez (2020-2021)
- Diego Alejandro Arrieta Elguera (2011-2020)
- José Luis Alfredo Chirinos Chirinos (2006-2011)
- Javier Bernardo Penny Pestana (2004-2006)
- Carlos Espinoza Alegría (2003)
- Gabriel Amaro Alzamora (2001-2002)
- Dante Javier Mendoza Antonioli (2002)